# Eragrostis barteri
Eragrostis barteri är en gräsart som beskrevs av Charles Edward Hubbard. Eragrostis barteri ingår i släktet kärleksgrässläktet, och familjen gräs. Inga underarter finns listade i Catalogue of Life.